# William Warburton
William Warburton (1698-1779) est un savant et ecclésiastique anglais.

## Biographie
Né à Newark-on-Trent, il est fils d'un procureur. Il embrasse la carrière ecclésiastique, est chapelain de Frederick, prince de Galles (1738), puis du roi Georges II (1753-54), doyen de Bristol et enfin évêque de Glocester (1760).
Il écrit sur toutes sortes de sujets, dont : 
- L’Alliance entre l'Église et l'État, ou la Nécessité d'une religion établie, 1736 (traduit en français, par Étienne de Silhouette, 1742, sous le titre de Dissertations sur l’Union de la Religion, de la Morale, et de la Politique ;
- La Divine légation de Moïse, 1738-41, et 1766 (5 volumes in-8°), ouvrage qui lui fit une grande réputation de science (un fragment de cet ouvrage, qui renferme des recherches sur les hiéroglyphes, a été traduit sous le titre d'Essai sur les hiéroglyphes des Égyptiens, 1744) ;
- Aperçu de la philosophie de Bolingbroke, 1775.

Ses Œuvres complètes ont été imprimées à Londres, 1788 (7 volumes in-4°), et 1811 (12 volumes in-8°). On doit aussi à Warburton des éditions critiques de Shakespeare et de Pope. Ce savant se fit beaucoup d'ennemis par son ton acerbe et tranchant, par exemple Voltaire qui, dans son À Warburton (1767), lui reprocha sur le même ton de ne pas partager son interprétation des textes bibliques.

## Source
Marie-Nicolas Bouillet  et Alexis Chassang (dir.), « William Warburton » dans Dictionnaire universel d’histoire et de géographie, 1878 (lire sur Wikisource)